# Spicer Nordiska Kardan
Spicer Nordiska Kardan AB är ett svenskt verkstadsföretag i Åmål, som tillverkar axlar för tunga fordon. Det ingår i den amerikanska verkstadskoncernen Dana Incorporated, som bland annat innehar varumärket Spicer för drivaxlar.
Spicer Nordiska Kardan AB grundades av Per Persson i Stockholm 1894 som AB Per Perssons Väf- och Stickmaskiner. År 1939 började företaget tillverka kardanaxlar för militärbilar och blev på 1950-talet underleverantörer till Volvo.  
Företaget köptes 1962 av brittiska Birfield Ltd, varefter produktionen av väv- och stickmaskiner lades ned. Efter det att brittiska GKN köpt Birfield 1966, döptes Per Perssons om till Nordiska Kardan AB.
Nordiska Kardan flyttade 1973 från Stockholm till nybyggda lokaler i Åmål. År 2000 köptes företaget av Dana Corporation och namnändrades till Spicer Nordiska Kardan AB.